# Marly (Nord)
Marly ist eine französische Gemeinde mit 11.980 Einwohnern (Stand 1. Januar 2022) im Département Nord in der Region Hauts-de-France. Sie ist Hauptort des Kantons Marly (bis 2015 Mitgliedsgemeinde des Kantons Valenciennes-Est) im Arrondissement Valenciennes und ist Mitglied im Gemeindeverband Communauté d’agglomération Valenciennes Métropole.
Der Ort liegt nur wenige Kilometer südwestlich der belgischen Grenze nahe Mons an der Autoroute A2 und der Route nationale 45.
Ende des 19. Jahrhunderts existierte hier eine Werkstatt der Cie. de Construction de Marly-lez-Valenciennes.

## Persönlichkeiten
- Serge Masnaghetti (* 1934), Fußballspieler
- Alphonse Terroir (1875–1955), Bildhauer

## Partnerstädte
- Rajongemeinde Vilkaviškis, Litauen